# Pierre du destin

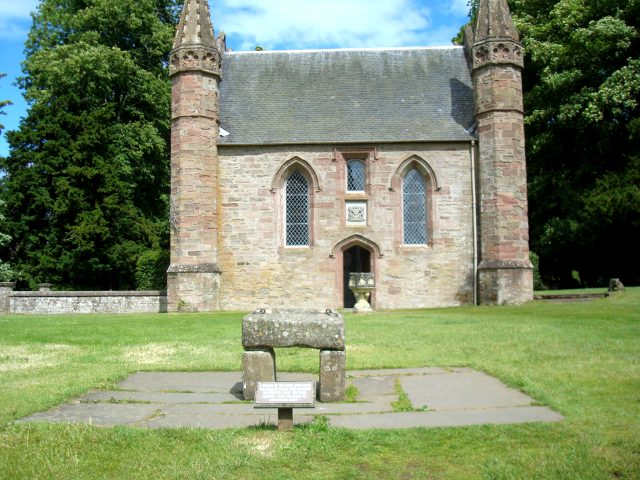
Réplique de la pierre au Palais de Scone au premier plan.

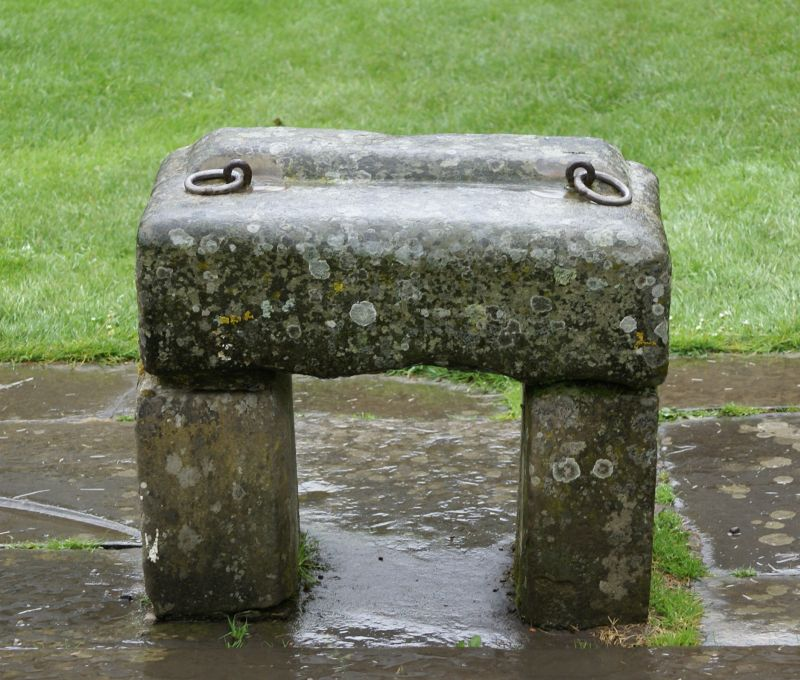
Gros plan de la réplique au palais de Scone.

La pierre du destin ou de la destinée (en gaélique écossais : Lia Fàil), aussi connue sous les noms de pierre de Scone, pierre du couronnement, oreiller de Jacob ou pierre de Tanist, est un bloc de grès utilisé dans les rituels de couronnement en Ecosse jusqu'au XIIIe siècle.

## Description et historique de la pierre

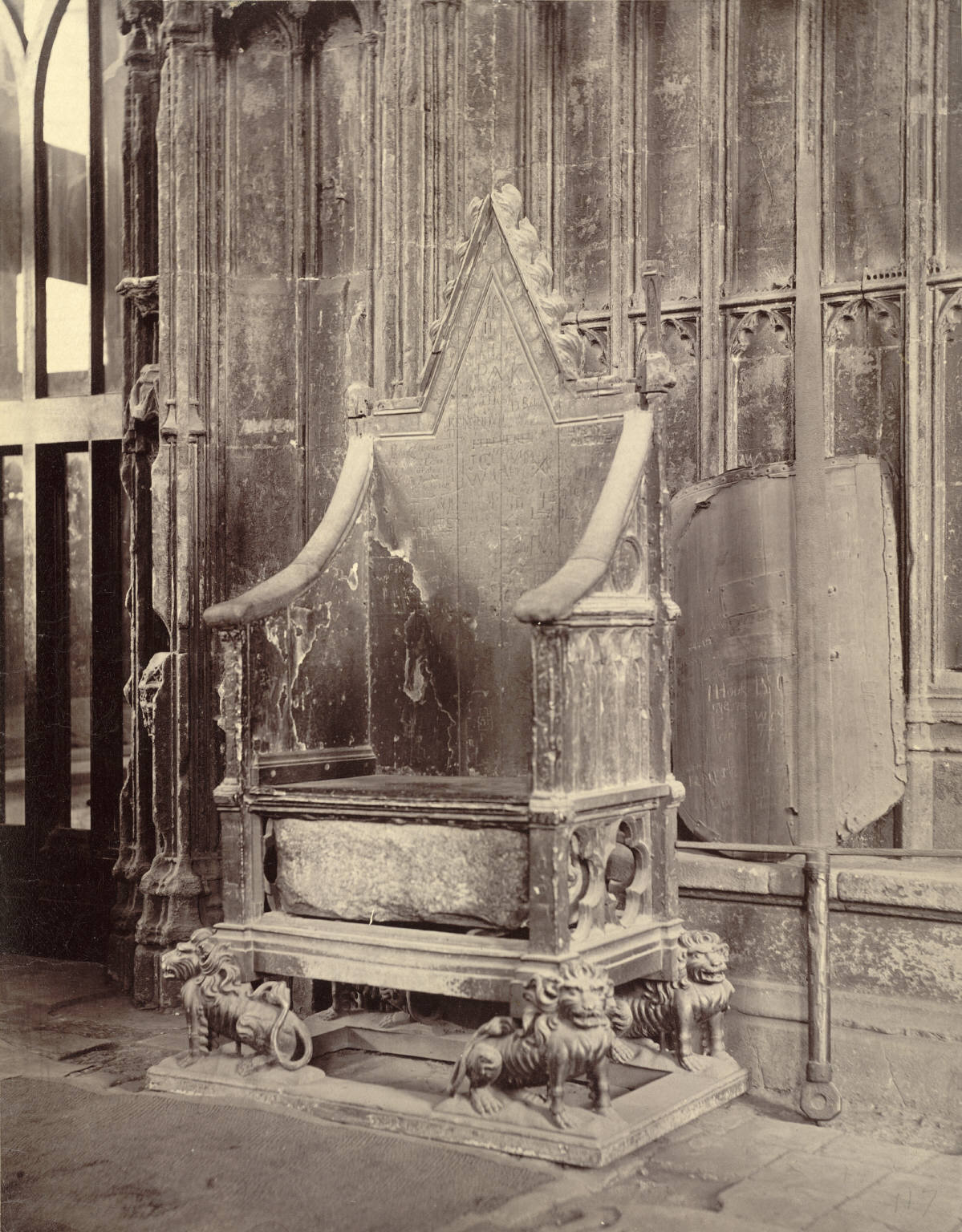
Photographie du XIXe de la chaise du couronnement avec la pierre du destin.

Dans la mythologie celtique, le Lia Fàil était une des cinq pierres magiques apportées d'Irlande par les Tuatha Dé Danann (Pierre de Fal de Tara). Quand le roi légitime d'Irlande pose ses pieds sur elle, la légende veut que la pierre rugisse de joie.
Selon la tradition, elle est censée être la pierre que Jacob aurait utilisée comme oreiller. Elle était supposée à l'origine avoir été utilisée comme pierre du couronnement des premiers rois écossais de Dal Riada lorsqu'ils vivaient en Irlande. Quand ils envahirent la Calédonie, ils l'auraient emportée avec eux pour cet usage. Selon la légende (tardive), la pierre a été transportée en Écosse par la princesse égyptienne Scota (qui donna le nom Scotland à l'Écosse). Plus précisément, Gathelus, ancêtre des Scots, se serait rendu en Égypte où il aurait été marié à Scota par son père Pharaon.
Les rois écossais étaient sacrés debout sur la pierre pendant la cérémonie du couronnement, probablement depuis celui de Kenneth Mac Alpin, autour de 847. Il est établi que les rois des Scots étaient intronisés à Scone depuis 877 ou 878 au moins. La pierre était conservée dans l'abbaye de Scone, alors en ruine, située près de Perth. Selon la tradition, aucun roi ne pouvait régner sur l'Écosse sans s'être assis sur la pierre de Scone, et selon une autre tradition, le royaume appartiendrait aux Écossais tant que la pierre resterait dans leur pays. 
Le dernier roi d'Écosse à être couronné sur la pierre de Scone fut John Balliol, le 30 novembre 1292. Ce dernier avait dû, pour triompher de ses compétiteurs, prêter au roi d'Angleterre Édouard Ier un serment d'allégeance qui en faisait son suzerain. Mais la volonté d'Édouard de faire sentir de tout son poids les devoirs qu'imposait la nouvelle sujétion des Écossais au roi anglais entraîna un mouvement de révolte dont Balliol prit la tête en désavouant le serment fait à Édouard. La campagne militaire qui s'ensuivit vit le triomphe d'Édouard, qui se saisit, entre autres symboles de la royauté écossaise, de la pierre de Scone en 1296. La pierre fut prise comme butin de guerre et emportée à l'abbaye de Westminster où elle fut placée sous la King Edward's Chair (trône du couronnement) sur laquelle les souverains anglais s'asseyaient, afin de symboliser leur domination tant sur l'Écosse que sur l'Angleterre. Cependant, il y a un doute sur l'authenticité de la pierre prise par Édouard : il a été suggéré que les moines du palais de Scone auraient caché l'originale dans la rivière Tay ou l'auraient enterrée sur la colline Dunsiane. Si cela est vrai, il est possible que les troupes anglaises aient été trompées avec une autre pierre, ce qui pourrait expliquer pourquoi les descriptions de l'époque ne correspondent pas. Si les moines cachèrent la pierre originelle, ils le firent bien car elle n'a jamais été retrouvée. Cependant, les chevaliers du Temple ont également prétendu que la pierre était en leur possession[réf. nécessaire].
Dans le traité de Northampton signé par Édouard III en 1328, celui-ci s'engagea à rendre la pierre, ce qu'il ne fit jamais.

## Description de la pierre
Il s'agit d'un pavé droit de grès rouge de 150 kg environ, percé de quelques orifices, comportant un anneau de fer de chaque côté et quelques croix gravées grossièrement sur la surface.

### La récupération de la pierre
Le jour de Noël 1950, un groupe d'étudiants patriotes écossais menés par Ian Robertson Hamilton décida de s'approprier la pierre de l'abbaye de Westminster. Dans l'action, ces derniers la laissèrent tomber et elle se brisa en deux morceaux. Après l'avoir cachée dans le Kent pendant quelques semaines, ils risquèrent les barrages routiers jusqu'à la frontière et retournèrent en Écosse, avec la pierre cachée dans le coffre d'une voiture empruntée. Cette pierre fut transmise à un homme politique important (John MacCormick d'après le film Stone of Destiny) de Glasgow qui s'arrangea pour qu'elle soit réparée professionnellement et mise en lieu sûr.

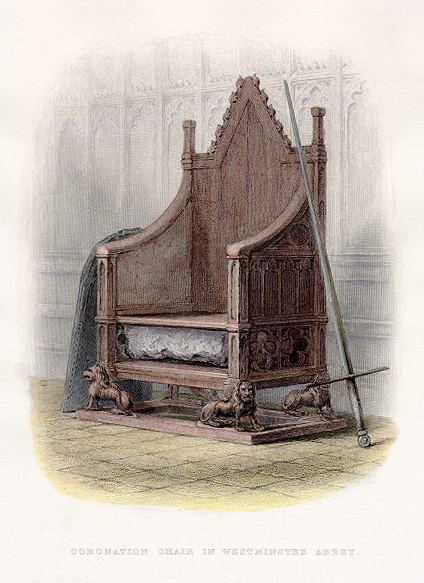
La pierre de la destinée sous la chaise du couronnement à Westminster.

Une grande recherche pour la retrouver fut ordonnée par le gouvernement britannique, mais en vain. Au début du mois d'avril de l'année suivante, les Écossais, estimant que le gouvernement plierait face à l'opinion publique et n'oserait pas la réclamer, la placèrent symboliquement sur l'autel de l'abbaye d'Arbroath, site de la signature de la Déclaration d'Arbroath. Mais lorsque la police londonienne en fut informée, la pierre fut rapidement et discrètement rapportée à Westminster, ce qui dégrada un peu plus les relations entre les deux communautés.
En 1953, la pierre du destin est utilisée lors du couronnement d'Élisabeth II.
En 1996, le gouvernement britannique décida de rétrocéder la pierre de Scone à l'Écosse. Le 15 novembre 1996, après une cérémonie de transmission, elle fut placée dans la Crown Room, du château d'Édimbourg. Certains Écossais estiment cependant qu'elle aurait dû être placée dans un endroit moins symbolique. Toutefois, elle continuera à être temporairement envoyée à Westminster pour les cérémonies de couronnement. En 2020, la première ministre Nicola Sturgeon annonce que la pierre sera déplacée à Perth en 2024.
L'Òran na Cloiche, une célèbre chanson gaélique composée par Dòmhnall Ruadh Phàislig, évoque la récupération de la pierre.

### Couronnement de Charles III
En septembre 2022, après la mort de la reine Élisabeth II, Historic Environment Scotland (HES), qui gère le château d'Édimbourg, annonce que la pierre serait prêtée à l'abbaye de Westminster pour le couronnement de Charles III. Le 27 avril 2023, après une cérémonie en présence du Premier ministre Humza Yousaf, la pierre quitte Édimbourg pour rejoindre l'abbaye de Westminster.

## Dans la culture populaire
Un épisode de la série Highlander (saison 5, épisode 15) raconte que la pierre fut volée en 1950, non pas par des étudiants, mais par Duncan MacLeod et ses amis, afin de rapporter la pierre en terre d'Écosse.
L'intrigue du Cinquième Éléphant, livre des annales du Disque-monde de Terry Pratchett, a pour objet l'enquête pour retrouver le « scone de pierre », symbole du pouvoir du Petit Roi des Nains qui est une référence à la pierre du destin.

### Filmographie
- La Pierre du destin (Stone of Destiny), réal. Charles Martin Smith (2009)